# Alfons Maria de Liguori
Alfons Maria de Liguori (n. 27 septembrie 1696, Napoli, Regatul Neapolelui – d. 1 august 1787, Pagani, Campania, Italia) a fost un episcop catolic italian, întemeietor al unei congregații călugărești, învățător al Bisericii, sfânt.

## Viața
S-a născut la Napoli în anul 1696. La vârsta de 16 ani și-a luat doctoratul în dreptul civil și canonic. A fost hirotonit preot la vârsta de 30 de ani și apoi a întemeiat Congregația Preasfântului Răscumpărător (a Redemptoriștilor) (la Congregazione del Santissimo Redentore) în vederea propovăduirii vieții creștine în popor. Ales episcop la Santa Agata dei Gothi în Campania, își petrecea cea mai mare parte a timpului la amvon sau spovedind. După o vreme și-a dat demisia. A murit la Pagani (Campania) în anul 1787. A fost canonizat în 1839 și proclamat învățător al Bisericii în 1871.

## Opera
Sf. Alfons a scris numeroase lucrări, mai ales de morală, domeniu în care este socotit un maestru.
Despre necesitatea rugăciunii, scria:
Cine se roagă se mântuiește cu siguranță; cine nu se roagă se osândește cu siguranță (Del gran mezzo della preghiera).

### Ediții
- La Vera Sposa di Gesu-Cristo, cioè la Monaca Santa per Mezzo delle Virtù proprie d’una Religiosa. Bassano, Spese Remondini di Venezia, 1760 (3. ed.: 1771);
- Opera omnia. 22 vol, ed. îngr. de E.Grimm. Monza-Torino, 1822-23; 1887;
- Lettere di S. Alfonso Maria de' Liguori 3 vol., ed. îngr. de F. Kuntz și F. Pitocchi. Roma, 1887-1890;
- Opera dogmatica. 2 vol., ed. îngr. de A. Walter. Roma, 1903;
- Opere ascetiche. 10 vol., ed. îngr. de F. Delerue ș.a. Roma, 1935-1968;
- Theologia moralis. 4 vol., ed. îngr. de L. Gaudé (ediție critică specială). Roma, 1905;
- Praxis Confessarii, ed. îngr. de G. Blanc. Roma, 1912;
- Herrlichkeiten Mariä, îngr. de J. Litz. Regensburg, 1922;
- Übung der Liebe zu Jesus Christus. Regensburg, 1923;
- Canzoniere Alfonsiano, îngr. de O. Gregorio. Angri, 1933;
- Das große Mittel des Gebetes. Bonn, 1934;
- Besuchungen. Bonn, 1937;
- The Way of Saint Alphonsus Liguori. Selected Writings, îngr. de B. Ulanov. Londra, 1961;
- Les Gloires de Marie, îngr. de P. Favre, introd. Th. Rey-Mermet. Paris, 1986;
- Cum să ne deprindem a-l iubi pe Isus Cristos, traducere și introducere de pr. Adrian Măgdici, Editura Serafica, Roman 2024, pp. 324, ISBN 978-606-770-241-5

## Legături externe
- it  en  es  fr  Scrieri
- Viețile sfinților (profamilia.ro) Arhivat în 6 octombrie 2007, la Wayback Machine.
- en  Enciclopedia catolică (newadvent.org)
- en  Forumul comunității catolice (catholic-forum.com)
- it  Sfinți și fericiți (santiebeati.it)
- it  Viețile sfinților (enrosadira.it)
- es  Enciclopedia catolică, versiunea spaniolă (enciclopediacatolica.com)
- es  Viețile sfinților (corazones.org)